# Марсаков, Владимир Кириллович
Владимир Кириллович Марсаков (1 ноября 1937, Искитим — 10 августа 2004, Новосибирск) — советский и российский журналист, сотрудник ГТРК «Новосибирск» (1966—2001).

## Биография
Родился 1 ноября 1937 года в Искитиме. Окончил семь классов местной средней школы (1954). До 1956 года трудился грузчиком, формовщиком, лесосплавщиком на искитимских предприятиях.
В Советской армии выучился на радиотелеграфиста, был военкором. В декабре 1959 года демобилизовался, после чего работал в сузунской районной газете (сначала литсотрудником, позднее занимал должности заведующего отделом писем и ответственного секретаря).
С 1962 года — собкор черепановской газеты в Сузунском районе, с февраля 1963 — заведующий сельхозотделом искитимской районной газеты. Был заместителем редактора, с августа 1965 до апреля 1966 года возглавлял отдел писем. Во время работы окончил десять классов заочно. Обучался в Иркутском государственном университете (1975—1981), в котором получил журналистское образование.
В апреле 1966 года пришёл в Новосибирскую студию телевидения (редактор, затем — старший редактор сельскохозяйственных передач). На телевидении долгое время руководил редакцией агропрома и вёл цикл «Человек на земле». Телевизионные проекты «Новь Московского тракта» и «Агропром: проблемы, поиски, решения» получали положительные оценки. В его передачах много внимания отводилось развитию социальной жизни села. Вместе с работниками сельского хозяйства и научными сотрудниками СО ВАСХНИЛ создавались консультативные программы для механизаторов, полеводов и животноводов.
В октябре 1989 года после роспуска сельхозредакции перевёлся в главную редакцию информации, где работал по теме сельскохозяйственного производства для программы «Панорама». Организатор и руководитель творческого коллектива передачи «Просёлки».
В постсоветский период продолжил заниматься освещением вопросов сельского хозяйства. В ноябре 2001 года вышел на пенсию.
Похоронен на Заельцовском кладбище Новосибирска (квартал 22н).